# C/2004 F4 (Bradfield)
C/2004 F4 (Bradfield) ist ein Komet, der im Jahr 2004 mit dem bloßen Auge gesehen werden konnte. Sein Vorbeiflug an der Sonne wurde auch vom Weltraumteleskop SOHO beobachtet.

## Entdeckung und Beobachtung
Der Komet wurde am Abend des 23. März 2004 von dem damals 76-jährigen „Kometendetektiv“ William A. Bradfield in Australien mit einem 150 mm-f/5,5-Refraktor entdeckt. Es war seine achtzehnte (und letzte) Kometenentdeckung, fast neun Jahre nach seiner letzten. Bradfield schätzte die Helligkeit des Kometen zu etwa 8 mag. Bradfield konnte ihn auch am folgenden Abend noch einmal auffinden, danach blieb der Komet zunächst unbeobachtet und die Entdeckung wurde erst am 28. März bei der Internationalen Astronomischen Union (IAU) gemeldet.
Es vergingen zwei Wochen, bis Bradfield den Kometen am 8. April in der noch hellen Abenddämmerung wiederfand. Danach wurde er auch von anderen Astronomen auf der Südhalbkugel gesehen.
Nach seiner Entdeckung bewegte sich der Komet nach Norden und nahm rasch an Helligkeit zu, so dass er am 9. April mit einer Helligkeit von 5 mag und am 12. April bereits mit 3,3 mag und einer Schweiflänge von 2° beobachtet werden konnte. Danach verschwand er für Beobachter auf der Erde zunächst in der hellen Abenddämmerung.
Am 18. April ging der Komet von der Erde aus gesehen um 3:14 Uhr UT in einem Winkelabstand von nur 2,6° an der Sonne vorbei. Schon 4 Tage nach der Sonnenpassage konnte der Komet bereits wieder auf der Nordhalbkugel am Morgenhimmel beobachtet werden. Die Helligkeit nahm wieder ab und sank bis Ende April auf 5,8 mag. Der Kometenschweif hatte zu dieser Zeit eine Länge von 10° visuell und 20° photographisch ausgebildet.
Ende April 2004 konnte zusammen mit dem Kometen Bradfield auch der Komet C/2002 T7 (LINEAR) in der Morgendämmerung am Osthimmel beobachtet werden, kurz darauf erschien auch noch der Komet C/2001 Q4 (NEAT) am Abendhimmel. Vom Kometen Bradfield konnten noch bis Mitte September Positionsbestimmungen vorgenommen werden.
Der Komet erreichte eine maximale Helligkeit von 3,3 mag und gehört damit zu den 32 hellsten Kometen seit 1935.
Bradfield erhielt dafür im Jahr 2004 gemeinsam mit dem Entdecker eines anderen Kometen den Edgar Wilson Award.

## Wissenschaftliche Auswertung
Nachdem die ersten Bahnberechnungen für den Kometen durchgeführt werden konnten, zeigte sich, dass der Komet im April für mehrere Tage das Beobachtungsfeld des Weltraumteleskops SOHO durchqueren würde. Vom 15. bis 20. April konnte somit der Vorbeiflug des Kometen an der Sonne mit dem Koronographen LASCO C3 an Bord von SOHO beobachtet werden. Der Komet erreichte dabei eine Helligkeit von etwa −2 mag durch Vorwärtsstreuung des Sonnenlichts an den Staubpartikeln.
Mehrere Bilder des Kometen Bradfield, die um die Zeit herum aufgenommen wurden, als die Erde die Bahnebene des Kometen durchquerte (2./3. Mai), zeigten eine strahlenförmige Struktur im Staubschweif des Kometen zusammen mit einer kurzen, sonnenwärts gerichteten Spitze. Die Beobachtungen bestätigten die erst im Jahr 1977 theoretisch hergeleitete Besonderheit einer „Nackenlinien-Struktur“ (NLS) im Staubschweif eines Kometen.
Vom 24. April bis 20. Mai konnte der Komet zusammen mit den beiden Kometen C/2001 Q4 (NEAT) und C/2002 T7 (LINEAR) auch mit dem Solar Mass Ejection Imager (SMEI) an Bord des Satelliten Coriolis beobachtet werden. Um den 5. Mai konnte dabei erstmals die Interaktion eines koronalen Massenauswurfs (CME) der Sonne mit dem Plasmaschweif des Kometen NEAT sowie wellenförmige Beeinflussungen der Plasmaschweife von NEAT und LINEAR durch Fluktuationen des Sonnenwinds beobachtet werden. Der Plasmaschweif des Kometen Bradfield blieb dagegen ungestört, vermutlich weil er sich zum Zeitpunkt der Beobachtung nicht mehr in der Nähe der Äquatorebene der Sonne aufhielt, wie es für die beiden anderen Kometen der Fall war.
Im Mai 2004 wurden mit dem Nançay-Radioteleskop Beobachtungen der 18-cm-Emissionslinie des Hydroxyl-Radikals OH beim Kometen Bradfield vorgenommen.

## Umlaufbahn
Für den Kometen konnte aus 301 Beobachtungsdaten über einen Zeitraum von 155 Tagen eine elliptische Umlaufbahn bestimmt werden, die um rund 63° gegen die Ekliptik geneigt ist. Die Bahn des Kometen verläuft damit steil angestellt zu den Bahnebenen der Planeten. Im sonnennächsten Punkt der Bahn (Perihel), den der Komet zuletzt am 17. April 2004 durchlaufen hat, befand er sich mit etwa 25,2 Mio. km Sonnenabstand im Bereich weit innerhalb der Bahn des Planeten Merkur. Noch am selben Tag wurde auch mit etwa 91,1 Mio. km der geringste Abstand zur Venus erreicht, während der Komet bereits am 27. Januar den Mars in etwa 107,1 Mio. km Abstand passiert hatte. Am 18. April näherte er sich dem Merkur bis auf etwa 38,8 Mio. km und einen Tag später kam er am 19. April der Erde bis auf etwa 124,3 Mio. km (0,83 AE) nahe.
Nach den Bahnelementen, wie sie in der JPL Small-Body Database angegeben sind und die keine nicht-gravitativen Kräfte auf den Kometen berücksichtigen, hatte seine Bahn einige Zeit vor der Passage des inneren Sonnensystems eine Exzentrizität von etwa 0,99914 und eine Große Halbachse von etwa 194 AE, so dass seine Umlaufzeit bei 2700 Jahren lag. Der Komet könnte zuletzt in der Antike um das Jahr −698 (Unsicherheit ±14 a) erschienen sein.
Durch die Anziehungskraft der Planeten, insbesondere durch Vorbeigänge am Saturn am 3. April 2001 in etwa 5 ¾ AE und am Jupiter am 16. April 2004 in etwa 5 ⅓ AE Abstand, wurde die Bahnexzentrizität auf etwa 0,99928 und die Große Halbachse auf etwa 236 AE vergrößert, so dass sich seine Umlaufzeit auf etwa 3630 Jahre erhöht. Wenn er um das Jahr 3820 den sonnenfernsten Punkt (Aphel) seiner Bahn erreicht, wird er 70,7 Mrd. km von der Sonne entfernt sein, fast 475-mal so weit wie die Erde und fast 16-mal so weit wie Neptun. Seine Bahngeschwindigkeit im Aphel beträgt nur etwa 0,037 km/s. Der nächste Periheldurchgang des Kometen wird voraussichtlich um das Jahr 5634 (Unsicherheit ±23 a) stattfinden.